# جواد ذوالفقاری
جواد ذوالفقاری (۱۳۳۱ – اردیبهشت ۱۳۹۰) مترجم، نمایشنامه‌نویس، کارگردان تئاتر و تئاتر عروسکی و مدرس دانشگاه بود.

## زندگی
ذوالفقاری به عنوان یکی از پیشکسوتان نمایش عروسکی در ایران، دانش‌آموخته تئاتر عروسکی از دانشکده هنرهای دراماتیک در سال ۱۳۵۷ بود. او از معدود شاگردان مستقیم نصرت کریمی بشمار می‌رفت.
ذوالفقاری نخستین عضو مستقل جهانی یونیمای ایران و از پایه‌گذاران مبارک یونیما (شاخه ایرانی یونیمای جهانی) بود.

## درگذشت
ذوالفقاری در اردیبهشت ۱۳۹۰ بر اثر سرطان کبد درگذشت.

## آثار نمایشی

### نویسنده و کارگردان
| سال  | نام                       | مکان پخش                              | شهر   |
| ---- | ------------------------- | ------------------------------------- | ----- |
| ۱۳۶۱ | دوستان الماس              | تئاتر شهر، تالار شماره دو             | تهران |
| ۱۳۶۱ | همه با هم                 | تئاتر شهر، تالار شماره دو             | تهران |
| ۱۳۶۲‏ | بز زنگوله‌ پا              | کانون پرورش فکری کودکان و نوجوانان    | تهران |
| ۱۳۷۶ | بز زنگوله‌ پا              | تئاتر شهر، تالار اصلی                 | تهران |
| ۱۳۷۹ | سیاوش، فرنگیس             | هشتمین جشنواره بین‌المللی نمایش عروسکی | تهران |
| ۱۳۷۹‏ | سیاوش، فرنگیس             | جشنواره جهانی نمایش عروسکی            | لاهور |
| ۱۳۸۷ | بابا و ستاره های روشن شهر | جشنواره جهانی نمایش عروسکی تهران      | تهران |

### کارگردان
| سال  | نام                                 | مکان پخش | شهر           |
| ---- | ----------------------------------- | --- | ------------- |
| ۱۳۷۸‏ | کدو قلقله‌زن (به همراه شادی پورمهدی) | تئاتر شهر، تالار اصلی | تهران         |
| ۱۳۸۰ | کدو قلقله‌زن                         | خانه هنرمندان | تهران         |
| ۱۳۸۲‏ | کدو قلقله‌زن                         | جشنواره نمایش عروسکی | لاهور         |
| ۱۳۸۶ | بازی پسر و گرگ                      | فرهنگسرای دانشجو، باغ هنر ایرانی، فرهنگسرای ‏هنر، تالار هنر، فرهنگسرای بهمن،فرهنگسرای خاوران و جشنواره نمایش کودک و نوجوان ‏اصفهان | تهران، اصفهان |
| ۱۳۸۷‏ | کدو قلقله‌زن                         | سینما آزادی، فرهنگسرای هنر، خانه فرهنگ نور، تماشاخانه مهر، مرکز تولید ‏تئاتر کانون پرورش فکری کودکان و نوجوانان، فرهنگسرای بهمن   | تهران         |
| ۱۳۸۸ | علی بابا و چهل دزد بغداد            | تماشاخانه کوبوش، تئاترشهر (کارگاه نمایش)، فرهنگسرای خانواده، باغ موزه ایرانی                                                     | تهران         |

### هنرپیشگی
| سال  | نام              | بازیگر | کارگردان         | پخش                                |
| ---- | ---------------- | ------ | ---------------- | ---------------------------------- |
| ۱۳۵۹ | چشم در برابر چشم | آری    | کامبیز صمیمی‌مفخم | کانون پرورش فکری کودکان و نوجوانان |

## ترجمه و تالیف

### نمایشنامه عروسکی
| سال  | نام                       | ناشر          |
| ---- | ------------------------- | ------------- |
| ۱۳۷۷‏‏ | بز زنگوله پا              | نشر نوروز هنر |
| ۱۳۷۷‏‏ | کدو قلقله زن              | نشر نوروز هنر |
| ۱۳۷۷‏‏ | خرمشیر                    | نشر نوروز هنر |
| ۱۳۷۷‏‏ | سیاوش، فرنگیس             | نشر نوروز هنر |
| ۱۳۷۹‏ | دم دوز                    | نشر نوروز هنر |
| ۱۳۸۳‏ | بازی پسر و گرگ            | نشر نوروز هنر |
| ۱۳۸۵‏ | دیدار یار                 | نشر نوروز هنر |
| ۱۳۸۶ | دنیای استثنایی آلفرد ژاری | نشر نوروز هنر |

### ترجمه هنری
| سال  | نام                                                                  | ناشر                                    |
| ---- | -------------------------------------------------------------------- | --------------------------------------- |
| ۱۳۶۴‏ | هنر عروسکی                                                           | بیل برد (چاپ واحد فرهنگی جهاد دانشگاهی) |
| ۱۳۷۷‏‏ | ترجمه و تالیف کتاب                                                   | ‏۷ مقاله برای مجله رودکی                 |
| ۱۳۸۱ | هنر عروسکی                                                           | بیل برد (نشر نوروز هنر)                 |
| ۱۳۸۱ | افسانه‌های وایانگ (اوتوو یکرت)                                        | انتشارات نمایش                          |
| ۱۳۸۲‏ | حرفه من (سرگئی ابراتسف)                                              | نشر نوروز هنر                           |
| ۱۳۸۳ | پنج نمایشنامه عروسکی اثر فدریکو گارسیا لورکا (مشترک با نازنین نوذری) | نشر نوروز هنر                           |

### نمایشنامه عروسکی‏
| سال  | نام                                               | ناشر                       |
| ---- | ------------------------------------------------- | -------------------------- |
| ۱۳۸۱ | علی بابا و چهل دزد بغداد                          | انتشارات نمایش             |
| ۱۳۸۵‏ | دیدار یار (مجموعه نمایشنامه‌های عروسک معاصر ایران) | نشر نوروز هنر و وزارت علوم |

### ترجمه رمان
| سال  | نام                             | ناشر                               |
| ---- | ------------------------------- | ---------------------------------- |
| ۱۳۸۰ | بازی در شب                      | نشر نوروز هنر، جشنواره جهانی تألیف |
| ۱۳۸۳‏‏ | کوچه آبی (مونیکا علی)           | نشر علم                            |
| ۱۳۸۳‏‏ | بازگشت استاد رقص (هینینگ مانکل) | نشر نوروز هنر                      |
| ۱۳۸۳‏‏ | کوچه آجری (مونیکا علی)          | نشر علم                            |
| ۱۳۸۴‏‏ | آشپزخانه (بانانایوشیموتو)       | نشر نوروز هنر                      |